# Okeanos (U-Boot)
Die Okeanos (griechisch Ωκεανός, Kennung: S 118) ist ein U-Boot der Poseidon-Klasse der griechischen Marine. Das Schiff vom Typ 209/1200 wurde bei der Howaldtswerke-Deutsche Werft in Kiel gebaut. Es lief am 16. November 1978 vom Stapel und wurde am 15. November 1979 in Dienst gestellt. Es wurde von Kapitänleutnant B. Morakis nach Griechenland überführt und erreichte am 1. Januar 1980 den Marinestützpunkt auf Salamis.
Die Torpedorohre der Okeanos sind so ausgestattet, dass auch Harpoon-Seezielflugkörper gestartet werden können. 2004 wurde das Schiff innerhalb des Neptun-II-Reparatur- und Modernisierungsprogramms in den Hellenic Shipyards in Skaramagas umgebaut. Hierbei wurde es mit zwei Brennstoffzellenblocks mit jeweils 240 Zellen ausgerüstet. Zur Installation der außenluftunabhängigen Antriebsanlage musste der Turm ausgetauscht werden. Der alte Turm steht heute im Flisvos-Park im Athener Vorort Paleo Faliro als Teil eines Marine-Denkmals, das den gefallenen U-Boot-Offizieren und -Unteroffizieren gewidmet ist.
Der Umbau war mit vielen Problemen verbunden und aus diesem Grund wurde vermutlich das Neptun-II-Programm zwei Tage vor dem Stapellauf der umgerüsteten Okeanos im Februar 2009 eingestellt. Ursprünglich war geplant weitere U-Boote der Poseidon-Klasse umzubauen. Stattdessen orderte man 2010 zwei weitere Schiffe der U-Boot-Klasse 214.